# Illiesoperla brevicauda
Illiesoperla brevicauda är en bäcksländeart som beskrevs av Günther Theischinger 1984. Illiesoperla brevicauda ingår i släktet Illiesoperla och familjen Gripopterygidae. Inga underarter finns listade i Catalogue of Life.